# 逃兵
逃兵是軍人身分但是脫逃（英語：Desertion），有別於逃避征兵（英語：Draft dodger）。
在軍事術語中，逃兵是指擅離職守的官兵，即在未經政府或上級允許的情形下，離棄崗位或逃避「義務」。英文術語「AWOL」是「Absent WithOut Leave」（曠職、不假外出）的字頭縮寫，有「開小差」之意。
軍人不經允許而擅自不就職務者，超過一定時間以上，大多會遭受處罰或是軍法判刑禁錮。在戰爭時逃兵，則是會被長官、憲兵、政戰等人員立即以叛國罪槍斃。

## 歷史

### 第一次世界大戰
Shot at Dawn回憶錄，記錄“306位英國及英聯邦軍人在第一次世界大戰期間因逃兵被處死。”其中有25位加拿大人，22位愛爾蘭人，以及五位紐西蘭人。
自1914年8月至1920年3月期間，超過20000名軍人被軍事法庭判決相對死刑之罪。只有3000人被判死刑，而其中只有比10%稍多的被處死。 

### 第二次世界大戰
超過20000名美國軍人因逃兵被審判以及被判有罪。49名被判決死刑，但是48名的死罪得到減刑。只有一個美國士兵，二等兵埃迪·斯洛維克，因逃兵被處死。

## 延伸導讀
- . 新新聞.

## 腳註
1. ↑  . The Heritage of the Great War.   [2014-07-22]. （原始内容存档于2012-09-05）.
2. ↑  .   [2009-11-14]. （原始内容存档于2012-03-12）.
3. ↑  Kimmelman, Benedict B., "The Example of Private Slovik", American Heritage, September—October 1987, pp. 97—104.

## 相關
- 良心拒服兵役者
- 逃避征兵
- 反战者（英语：War resister）

## 外部連結
- Desertion - 搜索 Google 圖書
- "逃兵" - 搜索 Google 圖書